# الدينار المنقوش

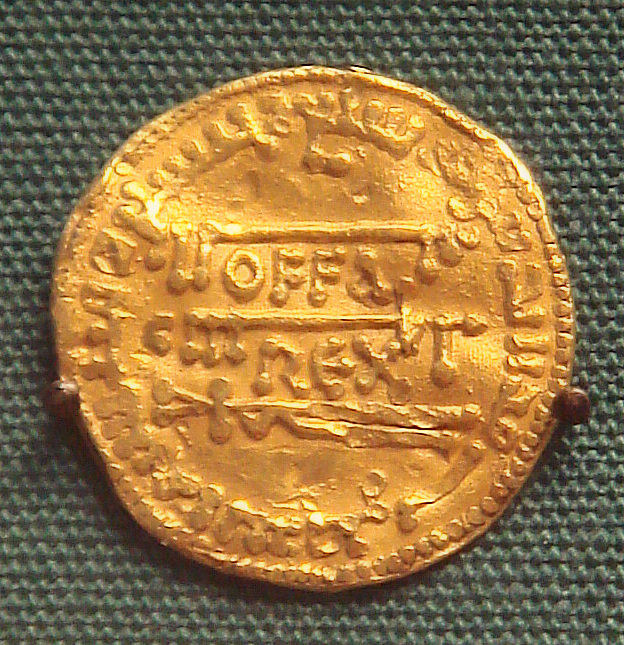
دينار الملك أوفا مقلد من الدينار العباسي

الدينار المنقوش عملة كانت رائجة في أوروبا في القرون الوسطى.